# Ludowa Spółdzielnia Wydawnicza
Ludowa Spółdzielnia Wydawnicza (LSW) est une maison d'édition polonaise créée en 1949 par fusion de deux maisons créées au lendemain de la guerre dans la mouvance des mouvements coopératifs paysans et du parti paysan polonais (parti paysan unifié pendant la période communiste).
Depuis 2006, LSW est l'un des acteurs du prix littéraire Jan Twardowski (Nagroda Literacka LSW im. ks. Jana Twardowskiego),, décerné à Pruszków, où le père Jan Twardowski avait été jeune vicaire au début de sa carrière poétique et pastorale.

## Catalogue
Le catalogue initialement centré sur des auteurs polonais s'est élargi au cours des dernières années à des ouvrages traduits.
- Ernest Bryll, Stanisław Czernik, Jerzy Kawalec, Józef Morton, Edward Redliński, Józef Ignacy Kraszewski, Maria Konopnicka, Maria Rodziewicz

Dans la bibliothèque des poètes, sont parues des œuvres de :
- Władysław Broniewski, Julian Przyboś (en), Jarosław Iwaszkiewicz, Konstanty Ildefons Gałczyński, Wisława Szymborska, Tadeusz Nowak, Krzysztof Kamil Baczyński, Bolesław Leśmian Tadeusz Różewicz.

Parmi les auteurs réédités : Jan Twardowski, Karol Wojtyła, Stanisław Mikołajczyk, Wincenty Witos ainsi que des classiques comme François Villon, Joseph Conrad, Adam Mickiewicz, Władysław St. Reymont, etc.
Selon le site de l'éditeur, le total des tirages dépasse 75 000 000 d'exemplaires